# 郑温 (元朝)
郑温（1211年—1291年），真定灵寿（今河北省灵寿县）人，元朝政治人物。 
郑温跟随粘合南合南征，以军功升为合必赤千户。转任新军万户镇抚，跟随蒙哥攻打南宋西川，四月不解甲，赐名也可拔都。回军阆州，奉命警逻钓鱼山。中统三年（1262年）升总管，奉命讨平李璮叛乱，在济南击退杨拔都。至元六年（1269年）为右卫副都指挥使。至元九年（1272年）奉命统领蒙古、汉人、女真、高丽诸部军万人，渡海征平耽罗。至元十二年，平宋后，从攻岳州、江陵、沙市、潭州，有功。官至江淮行省参知政事、江浙左丞。其子利用監丞鄭欽、榷茶都運使鄭釭、右衛親軍千户鄭銓、袁州路判官鄭鏞。